# Ed og Lorraine Warren
Edward "Ed" Warren Miney (7. september 1926 - 23. august 2006) og Lorraine Rita Warren (født Moran, født 31. januar 1927 - 18. april 2019) var amerikanske paranormale efterforskere og forfattere angiveligt med kontakt til ånder. Edward var i flåden under 2. verdenskrig og tidligere politibetjent. Han blev selvlært og selvudnævnt dæmonolog, forfatter og foredragsholder. Lorraine er angiveligt clairvoyant og arbejdede tæt sammen med sin mand.
I 1952 grundlagde de New England Society for Psychic Research, den ældste spøgelsesjagtgruppe i New England. De skrev en lang række bøger om paranormal aktivitet og om deres private undersøgelser af forskellige rapporter om emnet. De hævdede at have undersøgt over 10.000 sager i løbet af deres karriere. De var blandt de allerførste efterforskere i den kontroversielle Amityville spøgelsesjagt.
Parret stod for uddannelsen af flere dæmonologer som Dave Considine, Lou Gentile og deres nevø John Zaffis. Lorraine driver et privat Okkult Museum bag sit hus i Monroe i Connecticut med hjælp fra sin svigersøn, Tony Spera. Museet blev påbegyndt af Ed og indeholder angiveligt genstande fra adskillige af deres undersøgelser, som de mente skulle være forbandede eller hjemsøgte.

## Film
Film baseret på Warrens undersøgelser
- Hjemsøgt - The Haunting in Connecticut (2009), er løst baseret på Snedeker haunting undersøgelsen lavet af Warrens i 1986.[3]
- Nattens dæmoner (2013)[4][5]
- Annabelle (2014) [6]
- Nattens dæmoner 2 (2016)
- Annabelle Comes Home (2019)